# Ninlil

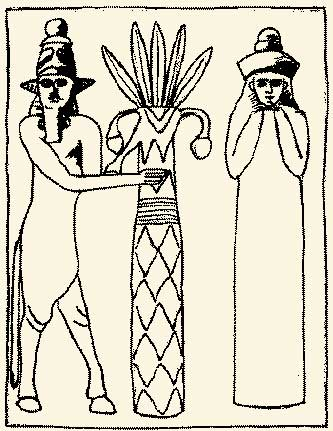
Enlil och Ninlil.

Ninlil var i mesopotamisk mytologi en betydande gudinna som tillbads i Nippur, maka till Enlil. Tillsammans fick de sonen Nergal, underjordens gud.